# Heptathela wosanensis
Heptathela wosanensis is een spinnensoort uit de familie Liphistiidae. De soort komt voor in China.